# جوناثان جولدسميث
جوناثان جولدسميث هو عازف جاز وعازف بيانو ومنتج أسطوانات وملحن كندي، ولد في القرن العشرين.

## وصلات خارجية
- جوناثان جولدسميث على موقع IMDb (الإنجليزية)
- جوناثان جولدسميث على موقع ميوزك برينز (الإنجليزية)
- جوناثان جولدسميث على موقع أول ميوزيك (الإنجليزية)
- جوناثان جولدسميث على موقع أول ميوزيك (الإنجليزية)
- جوناثان جولدسميث على موقع ديسكوغز (الإنجليزية)
- جوناثان جولدسميث على موقع قاعدة بيانات الفيلم (الإنجليزية)